# Gehyra interstitialis
Espèce
Gehyra interstitialis est une espèce de geckos de la famille des Gekkonidae.

## Répartition
Cette espèce est endémique de Nouvelle-Guinée.

## Publication originale
- Oudemans, 1894 : Eidechsen und Schildkröten. in Semon, 1894 : Zoologische Forschungsreisen in Australien und dem Malayischen Archipel. Denkschriften der Medicinisch-Naturwissenschaftlichen Gesellschaft zu Jena, vol. 5, p. 127-146 (texte intégral).